# نرماشیر
نرماشیر، شهری در بخش مرکزی شهرستان نرماشیر در استان کرمان ایران است. این شهر، مرکز شهرستان نرماشیر است.

## پیشینه
لغت‌نامهٔ دهخدا در مورد نرماشیر می‌نویسد:
شهری است [به ناحیت کرمان] خرم، و جایی آبادان و بانعمت و جای بازرگانان. (حدودالعالم). شهر مشهوری است از شهرهای بزرگ کرمان در یک منزلی بم و نیز در یک منزلی فهرج از طرف صحرا. (از معجم البلدان). نام شهری از بلاد کرمان قریب به شهر بم و معمور و آباد و دارزین ناحیه‌ای است از آنجا با هوای سرد که در تابستان آنجا توان ماند. (انجمن آرا) (آنندراج). این نام بر مجموعهٔ دهات و آبادی‌های قسمت شرقی بم اطلاق می‌شود، و آن ناحیتی است با هوای گرم و حنا و خرمای فراوان.

## جمعیت
بر پایه سرشماری عمومی نفوس و مسکن در سال ۱۳۹۵، جمعیت شهر نرماشیر برابر با ۵٬۲۲۲ نفر (۱٬۵۴۵ خانوار) بوده‌است.